# Phantom Singer
Phantom Singer (팬텀싱어?, Paenteom sin-geoLR) è un talent show sudcoreano trasmesso su JTBC dal 2016. Al 2023 sono state prodotte quattro edizioni, più una stagione speciale da 12 puntate, intitolata Phantom Singer All Stars, che ha riunito la top 3 delle prime tre edizioni per eleggere il migliore.
Nel programma, cantanti che hanno ricevuto una formazione in musica classica, attori di musical e dilettanti gareggiano per entrare a far parte di un quartetto di musica crossover.

## Edizioni
| Edizione  | Conduttore/i               | Puntate | Inizio           | Fine            | Vincitori        | Fonti                |
| --------- | -------------------------- | ------- | ---------------- | --------------- | ---------------- | -------------------- |
| 1ª        | Jun Hyun-moo, Kim Hee-chul | 12      | 11 novembre 2016 | 27 gennaio 2017 | Forte di Quattro | [ 4 ] [ 5 ] [ 6 ]    |
| 2ª        | Jun Hyun-moo               | 13      | 11 agosto 2017   | 3 novembre 2017 | Forestella       | [ 7 ] [ 8 ]          |
| 3ª        | Jun Hyun-moo               | 13      | 10 aprile 2020   | 3 luglio 2020   | La Poem          | [ 9 ] [ 10 ]         |
| All Stars | Jun Hyun-moo               | 12      | 26 gennaio 2021  | 20 aprile 2021  | Hpresso          | [ 11 ] [ 12 ] [ 13 ] |
| 4ª        | Jun Hyun-moo               | 13      | 10 marzo 2023    | 2 giugno 2023   | Libelante        | [ 1 ] [ 14 ]         |

## Produzione
Il programma, ideato dall'autore di Hidden Singer Cho Seung-wook e prodotto e diretto da Kim Hyun-joong, è nato per formare una sorta di versione coreana de Il Divo. Esso mette in palio 100 milioni di won, la pubblicazione di un album e un tour nazionale. Il titolo, un omaggio al musical The Phantom of the Opera, è stato scelto "con l'intenzione di selezionare persone con voci celestiali che vagano come fantasmi nell'oscurità e portarle in superficie". Le iscrizioni sono state aperte il 16 agosto 2016 sul sito dell'emittente JTBC: sono state ricevute circa duemila candidature. Il 18 ottobre sono stati annunciati i conduttori, Jun Hyun-moo e Kim Hee-chul.
Le candidature per la seconda stagione sono state aperte dal 21 marzo al 30 aprile 2017 sul sito del programma, e rivolte a cantanti popera, attori di musical, artisti K-pop e studenti all'estero, di qualunque età, nazionalità e background accademico. Alle audizioni si sono presentati cinque volte più partecipanti rispetto all'edizione precedente.
Il 31 ottobre 2019, JTBC ha annunciato la produzione della terza edizione. Avendo ricevuto numerose richieste di partecipazione dall'estero, sono state aperte le audizioni europee in vari Stati come Germania, Italia, Francia e Regno Unito, anche allo scopo di espandere i generi musicali presentati dal programma a pop, rock, hip hop, jazz, folk e musica latina. A partire da gennaio 2020 sono state aggiunte delle audizioni negli Stati Uniti, in Canada e in Messico. Il 14 febbraio è stato confermato che Jun Hyun-moo sarebbe tornato alla conduzione per la terza volta consecutiva, e il primo ciak è stato battuto il 17 febbraio.
A dicembre 2020 è stata annunciata l'edizione All Stars con le top 3 delle stagioni precedenti: Forte di Quattro, Ingihyunsang e Hpresso dalla prima; Forestella, Miraclass e Edel Reinklang dalla seconda; La Poem, RabidAnce e Letteamor dalla terza. A causa della pandemia di COVID-19, la giuria in studio è stata sostituita da una commissione online. La produttrice Kim Hee-jung ha spiegato che avevano preferito non preparare una quarta edizione per dare ai gruppi l'opportunità di mostrare al pubblico ulteriori lati di sé. La situazione sanitaria è stata un fattore decisivo nella scelta: infatti, mentre dopo la prima e la seconda edizione era stato possibile organizzare un galà musicale in varie località della Corea del Sud, quello della terza edizione era stato aperto soltanto a Seul e Daegu, era durato un giorno solo perché avevano dovuto cancellare le seconde date, e le esibizioni si erano tenute davanti a un pubblico ridotto che aveva dovuto indossare la mascherina e non aveva potuto urlare. La trasmissione del programma è stata interrotta alcune volte a marzo poiché i concorrenti sono entrati in contatto con soggetti positivi al virus e hanno dovuto entrare in quarantena preventiva.

## Giuria
- Kim Mun-jeong[4][7][9]
- Hye-Soo Sonn[4][7][9]
- Yoon Jong-shin (ed. 1-2, 4)[4][7]
- Yoon Sang[4][7][9] (ed. 1-3)
- Michael K. Lee (ed. 1-2)[4][7]
- Bada (ed. 1-2)[4][7]
- Ock Joo-hyun (ed. 3)[9]
- Kim Eana (ed. 3)[9]
- Kim Ji-yong (ed. 3)[9]
- Park Kang-hyun (ed. 4)[27]
- Kyuhyun (ed. 4)[28]
- Kim Jung-won (ed. 4)[29]

## Format
I candidati che hanno superato le audizioni aperte si esibiscono con un assolo davanti a sei giudici e una parte di loro viene effettivamente scelta per partecipare al programma. I concorrenti vengono quindi appaiati tramite un sorteggio casuale per eseguire un duetto "uno contro uno", per cui i meno votati di ciascuna coppia sono a rischio eliminazione e alcuni di loro devono lasciare il programma secondo la decisione della giuria.
Si passa quindi alla sfida "duo contro duo": ciascuno può scegliere il proprio partner, ma non contro quale coppia gareggiare, che viene sorteggiata. Anche in questo caso, i cantanti appartenenti alle coppie meno votate dalla giuria si trovano a rischio eliminazione, e alcuni di loro devono lasciare il programma; quelli che vengono salvati entrano invece a far parte dei duo vincitori, formando dei trii. Si passa poi alla fase "trio contro trio", con il medesimo funzionamento della precedente: alcuni dei trii vengono eliminati, mentre i sopravvissuti degli altri trii a rischio eliminazione entrano nei trii vincitori come quarti membri, formando dei quartetti. Nella prima edizione questo procedimento ha fatto sì che avanzassero due concorrenti, ai quali è stato affidato il compito di formare un ulteriore quartetto reclutando due dei colleghi eliminati; nelle edizioni successive ciò non è stato necessario perché si è arrivati a questa fase con un numero di cantanti già multiplo di quattro.
Venti persone divise in cinque quartetti giungono quindi alla sfida "quartetto contro quartetto", che si svolge in due round. Nel primo round, solo il gruppo con il maggior numero di punti è salvo, mentre gli altri vengono sciolti e quattro persone vengono eliminate dal programma. I sopravvissuti vengono poi riuniti in nuovi quartetti attraverso un sorteggio casuale. Il secondo round, che determina chi accede alla finale, si svolge come il precedente. I dodici finalisti esprimono le proprie preferenze sui colleghi con cui vorrebbero esibirsi, spiegando le loro scelte alla giuria, a cui spetta la decisione finale sulla composizione definitiva dei quartetti, basata sull'estensione vocale e la capacità di lavorare in gruppo di ciascuno.
La finale si svolge in due round. Durante il primo, i tre quartetti finalisti, con l'accompagnamento di un complesso live e di un'orchestra da camera, eseguono due canzoni dinanzi alla giuria e, per la prima volta, al pubblico in studio, venendo votati da entrambi, con un maggior peso assegnato al voto della giuria. Anche durante il secondo round, trasmesso in diretta e con un pubblico più numeroso, le canzoni eseguite sono due, ma la giuria non vota: i punti vengono assegnati soltanto dagli spettatori presenti e dal televoto. Vince chi ha ottenuto il miglior punteggio cumulando i risultati dei due round.
Nell'edizione All Stars, l'atmosfera è stata resa meno competitiva permettendo agli avversari in studio di votare per i tre migliori quartetti della puntata, escluso il proprio. Per ciascuna sfida sono state adottate diverse metodologie, come far scontrare uno contro uno i rappresentanti di ciascun gruppo, o cambiare le formazioni esistenti. Inoltre non ci sono state eliminazioni: tutti e 36 i cantanti sono arrivati in finale.

## Accoglienza
A Phantom Singer è stato riconosciuto il merito di aver riportato il genere del crossover classico all'attenzione del pubblico sudcoreano, rendendolo popolare, e di aver accresciuto l'interesse per la tecnica canora del belcanto in Corea del Sud. Il format dello show, per cui cantanti formatisi professionalmente e dilettanti provenienti da diversi background vengono raggruppati casualmente e ricevono la libertà artistica di arrangiare e studiare le proprie esibizioni, ha assicurato la presentazione di canzoni appartenenti a un'ampia gamma di generi, piuttosto che al solo crossover classico tradizionale, e alcune delle performance sono state descritte dalla stampa come "distruttrici di generi". Yoon Min-sik del Korea Herald ha lodato la focalizzazione su doti musicali e formazione professionale dei concorrenti e sulla preparazione delle performance, piuttosto che affidarsi soltanto al fattore dell'intrattenimento e alle "storie personali strappalacrime" come la maggior parte dei talent show sudcoreani a tema K-pop e idol. Secondo Seong Ki-wan, professore della Kaywon University of Art & Design, il programma ha avuto successo poiché si è allontanato dal genere pop, mentre altri l'hanno lodato per aver messo in luce i registri vocali di bassi e baritoni rispetto ai tenori, più comuni nella scena musicale locale. Per Jung Deok-hyun di Entermedia, Phantom Singer si è distinto dalla concorrenza per aver mostrato come quattro cantanti possano ottimizzare i loro punti di forza e debolezza per formare un'armonia, anziché cercare di creare un'esibizione perfetta.
In un'op-ed sui buoni ascolti, l'accoglienza positiva da parte del pubblico e l'alta qualità delle esibizioni della prima edizione, Lee Young-hee e Yoo Joo-hyun del JoongAng Ilbo hanno commentato che il programma "è stato anche un momento in cui musicisti sconosciuti dotati di capacità eccellenti ma senza un palco dove cantare a loro piacimento sono rinati come stelle". I concorrenti hanno continuato a godere di popolarità anche dopo la fine dello show, esibendosi a concerti sold-out, siglando contratti discografici e generando una "mania per la musica crossover". Alcuni brani eseguiti a Phantom Singer hanno raggiunto la vetta delle classifiche sudcoreane di musica classica, e Il libro dell'amore è diventata la prima canzone crossover a raggiungere il quarto posto della classifica di Mnet. Il Phantom Singer Concert del 28-30 aprile 2017 a Seul, con la top 3 della prima edizione, ha fatto sold-out in 30 minuti dalla messa in vendita dei biglietti e, secondo le statistiche del Korea Performing Arts Box Office Information System (KOPIS), i concerti dei partecipanti a Phantom Singer hanno dominato le vendite di biglietti nella categoria "classica e opera" per il primo semestre 2021.
Lo show ha acquisito notorietà all'interno della comunità sudcoreana di musica classica grazie all'elevato numero di laureati in canto e cantanti con formazione classica che hanno partecipato come concorrenti, e alla presenza del basso Hye-Soo Sonn nella giuria. Dei dodici finalisti di ciascuna edizione, oltre la metà aveva seguito una formazione in musica classica. La seconda e la terza stagione, in particolare, hanno visto la partecipazione di vincitori o finalisti di prestigiosi concorsi vocali internazionali, diplomati post-laurea in canto o musicisti che si stavano già affermando in vari teatri d'opera europei. Commentatori e osservatori del settore hanno rilevato che Phantom Singer sia stato visto negativamente dai tradizionalisti della musica classica, ma accolto con entusiasmo dalle giovani generazioni che, insoddisfatte dalle restrizioni implicite al tipo di repertorio che potessero eseguire come "musicisti classici", hanno visto Phantom Singer come piattaforma per collaborare con altri colleghi e utilizzare le proprie capacità senza limitazioni. I vincitori che avevano seguito una formazione classica hanno affermato di essersi presentati alle audizioni per non restare radicati esclusivamente in una carriera nell'opera e nella musica classica, e hanno ritenuto il programma una piattaforma necessaria per accrescere il rispetto verso il genere crossover.

### Ascolti
Sin dalla trasmissione della prima puntata, Phantom Singer ha raccolto un nutrito seguito di fan. Gli ascolti hanno continuato a crescere di settimana in settimana: mentre la première ha registrato il 2% di share nell'area metropolitana di Seul, con un picco del 2,9% nel corso dell'esibizione dell'attore di musical Park Yu-gyeom, durante la seconda sfida della quinta puntata, datata 9 dicembre 2016, si è toccato il 4,2%. Il successivo 23 dicembre è stato registrato un nuovo share medio del 3,3% nell'area metropolitana, il migliore fino a quel momento, che è stato nuovamente battuto due settimane dopo dal 5,02% della nona puntata. La finale ha raccolto 494 273 voti al televoto.
La seconda edizione è iniziata con il 3,136% di share a livello nazionale, balzando oltre il 4% già alla puntata successiva e superando così il 3,919% registrato dalla finale della prima edizione in sole due settimane.
La première della terza edizione ha segnato uno share del 4,1% nell'area metropolitana di Seul, superando con un ampio margine i primi episodi della stagione 1 (1,9%) e della stagione 2 (2,9%). Entro la terza puntata del 24 aprile 2020 ha registrato gli ascolti più alti di sempre fino a quel momento, il 5,4% nell'area metropolitana – il record precedente era il 5,3% segnato dall'episodio 11 della prima stagione.
La tabella sottostante illustra i dati di ascolto per ogni puntata a livello nazionale, con i massimi in rosso e i minimi in blu.
| N° puntata | Edizione 1       | Edizione 1      | Edizione 2        | Edizione 2      | Edizione 3     | Edizione 3      | All Stars        | All Stars       | Edizione 4     | Edizione 4      |
| N° puntata | Data             | Share nazionale | Data              | Share nazionale | Data           | Share nazionale | Data             | Share nazionale | Data           | Share nazionale |
| ---------- | ---------------- | --------------- | ----------------- | --------------- | -------------- | --------------- | ---------------- | --------------- | -------------- | --------------- |
| 1          | 11 novembre 2016 | 1,733%          | 11 agosto 2017    | 3,136%          | 10 aprile 2020 | 3,841%          | 16 gennaio 2021  | 3,056%          | 10 marzo 2023  | 2,925%          |
| 2          | 18 novembre 2016 | 2,011%          | 18 agosto 2017    | 4,038%          | 17 aprile 2020 | 4,106%          | 2 febbraio 2021  | 2,331%          | 17 marzo 2023  | 3,017%          |
| 3          | 25 novembre 2016 | 2,678%          | 25 agosto 2017    | 3,699%          | 24 aprile 2020 | 4,464%          | 9 febbraio 2021  | 2,202%          | 24 marzo 2023  | 2,119%          |
| 4          | 2 dicembre 2016  | 2,663%          | 1 settembre 2017  | 3,913%          | 1 maggio 2020  | 3,877%          | 16 febbraio 2021 | 2,242%          | 31 marzo 2023  | 2,839%          |
| 5          | 9 dicembre 2016  | 2,364%          | 8 settembre 2017  | 3,849%          | 8 maggio 2020  | 3,333%          | 23 febbraio 2021 | 1,967%          | 7 aprile 2023  | 2,275%          |
| 6          | 16 dicembre 2016 | 2,537%          | 15 settembre 2017 | 3,860%          | 15 maggio 2020 | 4,091%          | 2 marzo 2021     | 2,126%          | 14 aprile 2023 | 2,563%          |
| 7          | 23 dicembre 2016 | 3,043%          | 22 settembre 2017 | 3,926%          | 22 maggio 2020 | 3,465%          | 9 marzo 2021     | 1,675%          | 21 aprile 2023 | 2,622%          |
| 8          | 30 dicembre 2016 | 2,548%          | 29 settembre 2017 | 3,821%          | 29 maggio 2020 | 3,843%          | 16 marzo 2021    | 1,738%          | 28 aprile 2023 | 2,751%          |
| 9          | 6 gennaio 2017   | 4,414%          | 6 ottobre 2017    | 3,273%          | 5 giugno 2020  | 3,823%          | 23 marzo 2021    | 1,867%          | 5 maggio 2023  | 2,973%          |
| 10         | 13 gennaio 2017  | 3,802%          | 13 ottobre 2017   | 4,333%          | 12 giugno 2020 | 3,999%          | 6 aprile 2021    | 1,875%          | 12 maggio 2023 | 2,889%          |
| 11         | 20 gennaio 2017  | 4,604%          | 20 ottobre 2017   | 3,403%          | 19 giugno 2020 | 3,423%          | 13 aprile 2021   | 2,124%          | 19 maggio 2023 | 2,214%          |
| 12         | 27 gennaio 2017  | 3,919%          | 27 ottobre 2017   | 4,093%          | 26 giugno 2020 | 3,492%          | 20 aprile 2021   | 2,061%          | 26 maggio 2023 | 2,925%          |
| 13         | –                | –               | 3 novembre 2017   | 4,918%          | 3 luglio 2020  | 4,465%          | –                | –               | 2 giugno 2023  | 3,149%          |

### Riconoscimenti
- Baeksang Arts Award
  - 2017 – Candidatura Miglior programma d'intrattenimento[73][74]
- JTBC Award
  - 2016 – Miglior nuovo programma d'intrattenimento[75]